# Битва при Нісібісі (217)
Битва при Нісібісі 217 року — одна з найбільших битв в історії римсько-парфянських війн, яка запам'яталась своїм розмахом, рішучістю сторін, величезними втратами та участю правителів держав-противників, римського імператора та парфянського царя. Завершилась рішучою перемогою парфян.

## Передісторія

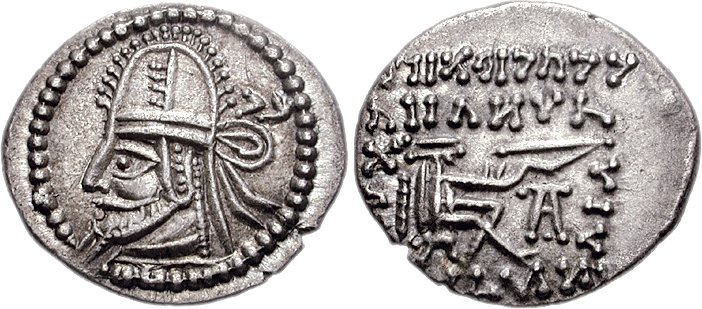
Артабан на монеті

Римський імператор Каракалла, який мріяв розширити кордони Риму до Індії за прикладом свого кумира Олександра Македонського, приблизно починаючи з 210–211 років почав готуватись до кампанії проти Парфії, бажаючи під час військового походу раз і назавжди знищити Парфянське царство. Зручний момент настав 217 року — Парфія вкотре у своїй історії опинилась у стані розбрату між претендентами на престол, царевичами Артабаном V і Вологезом V. Хоча влада офіційно й була передана за заповітом Вологезу, Артабан почав оскаржувати права останнього на корону, й Парфія, вкотре розділившись на два табори, була поглинута розбратом, що значно підривало її сили, й без того виснажені під час нескінченних зовнішніх та внутрішніх війн і конфліктів.
Під час братерської війни Вологез V зазнав поразки, йому було надано в управління невеличку область із містом Вавилон у Месопотамії, решта ж Парфії опинилась у руках Артабана V. У багатьох областях та провінціях влада парфянського царя була формальною, реально ж влада Артабана поширювалась тільки на південь Месопотамії, Мідію та низку сусідніх областей.
Каракалла, вирішивши скористатись ситуацією, виступив у похід проти Парфії близько 214–216 років. Артабан не бажав ставати до протистояння з Каракаллою та всіма силами намагався цього уникнути. Спочатку Каракалла, ще не сягнувши меж Парфії, розправився із царством Осроєна. Артабан навіть видав усіх втікачів, які переховувались у Парфії після ліквідації незалежності Осроєни. Потім Каракалла відрядив посольство до Артабана з пропозицією одруження з його дочкою, що було, звичайно, політичним маневром з метою виманити Артабана до себе. Останній, спочатку відмовивши Каракаллі, зрештою погодився й сам виїхав зі свитою до імператора. Проте несподівано за наказом Каракалли римляни напали на парфянське посольство, а Артабану дивом вдалось уникнути смерті. Після підступного вчинку Каракалли, скориставшись метушнею, армія імператора перетнула Тигр та рушила внутрішніми землями власне Парфії. Під час походу було взято багато міст і фортець у Месопотамії, зруйновано та розграбовано могили парфянських царів в Арбелі. Після цього мови про мир не могло й бути.
Артабан вирушив на схід Парфії збирати військо, Каракалла ж вирушив на зимові квартири до Карр.
217 року Артабан зрештою зібрав військо та виступив у похід. Підступність Каракалли та руйнування могил парфянських царів спричинили різке обурення населення Парфії, навколо Артабана об'єдналась уся парфянська знать, в тому числі й колишні непримиренні противники Артабана.
Звістка про виступ величезного парфянського війська спричинила пересторогу серед багатьох римських полководців. Багато хто з них, зокрема префект преторіанців Марк Оппелій Макрін, остерігались продовження війни. Усвідомлюючи, що змусити Каракаллу піти на мир неможливо, та ясно розуміючи всю запеклість парфян, командири римської армії на чолі з Макріном склали змову, убивши Каракаллу.
Після убивства Каракалли Макрін відрядив посольство до парфян із пропозицією миру, проте останні її відкинули. Усвідомлюючи, що на мир парфяни не підуть, Макрін, якого до того було проголошено імператором, сам виступив у похід.
Армії зійшлись у місцині поблизу міста Нісібіса 217 року.

## Сили сторін
Точних даних про чисельність парфянського війська немає, але, за свідченням сучасників, воно було найбільшим за всю історію римсько-парфянських війн. Як і раніше, основою сили парфян була важка кавалерія катафрактів та кінних лучників. Особливих зімн у тактиці парфян не було.
Римське військо складалось із 7 легіонів, імператорської гвардії та допоміжних сил германців, імовірно від 70 до 100 тисяч.

## Битва
Противники зійшлись на рівнині поблизу Нісібіса. Парфяни на світанку пішли в атаку, планомірно й безперервно обстрілюючи з луків римські війська, які зайняли оборону. Атаки кінних лучників підсилювались атакою катафрактів. Основною метою, поставленою Артабаном, було повне знищення римського війська. До вечора парфяни відступили на свої позиції, продовживши атаки наступного дня; римляни намагались контратакувати, але їх миттєво зминали парфяни. До вечора другого дня почала відчуватись криза в римському таборі. Третього дня парфяни вирішили остаточно розгромити римлян, здійснивши спроби оточення ворожого війська, проте римляни розтягнули свої фронти, намагаючись не дати парфянам змоги оточити себе. Але попри це, парфяни безперервно продовжували наступати на римлян, поступово відтісняючи їх на всіх позиціях, нехтуючи втратами.
За свідченням Геродіана, все поле було завалено трупами й залито кров'ю, тож воювали на трупах загиблих у бою.
Нехтуючи втратами, парфяни продовжували наступати на римлян, що зрештою поставило римлян на межу катастрофи, для Макріна вже реально вбачалась перспектива повного винищення його війська, якби битва тривала ще хоча б день. Це змусило Макріна піти на перемовини з Артабаном. До вечора третього дня битви, коли сторони розійшлись до своїх таборів, Макрін відрядив послів до Артабана з пропозицією миру. Макрін запевнив, що Каракалла, який вчинив так підступно, убитий, також новий імператор повертав Парфії всі раніше захоплені Каракаллою міста й фортеці парфян у Месопотамії, окрім того повертав усі землі, захоплені у неї всіма своїми попередниками, сплачуючи величезну контрибуцію у 200 млн сестерціїв. Тільки після цього Артабан пристав на пропозицію миру.

## Підсумки
Римське військо було, по суті, знищено. Макрін повернувся із жалюгідними рештками деколи переможної армії Каракалли. Макрін звів нанівець усі успіхи своїх попередників, повернувши всі землі, будь-коли захоплені римлянами у Парфії.
Проте й парфянам перемога далась нелегко, втрати також були значними, але, враховуючи що Парфія й до того була досить послабленою розбратом, у стратегічному сенсі втрати парфян були навіть більш суттєвими для неї, оскільки за кілька років Артабану просто не вистачило сил, щоб протистояти повстанню намісника провінції Парс Ардаширу, який усунув владу Аршакідів в Ірані, тим самим ознаменувавши початок нової доби, Сасанідської.